# IC 4499
IC 4499 — галактика типу XI () у сузір'ї Райський Птах.
Цей об'єкт міститься в оригінальній редакції індексного каталогу.